# Kudai (gruppo musicale spagnolo)
I Kudai sono un gruppo musicale thrash metal e industrial metal spagnolo.
Con uno stile, indicativamente, a metà strada tra i primi Metallica e i Rammstein, hanno la peculiarità di cantare in lingua basca e di pubblicare le loro canzoni con licenza Creative Commons.

## Storia
I Kudai nascono nel 2002 nella zona di Gipuzkoa (San Sebastián, Paesi Baschi) da un'idea di Eka (bassista) e Bortx (chitarrista e addetto ai computer). A loro si uniscono successivamente David (cantante e chitarrista) e Tito (batterista)

### Hutsa
Nel maggio del 2004 esordiscono col loro primo album: "Hutsa". È autoprodotto dagli stessi Kudai, è registrato grazie all'aiuto dei fratelli San Martin presso lo studio di questi ultimi a Esparza de Salazar (il Sonido XXI), e viene distribuito e promosso da Oihuka. All'uscita del disco segue una tournée che tocca varie cittadine dei Paesi Baschi.
Nell'autunno dello stesso anno registrano un videoclip per promuovere il singolo "Ni Naz", diretto da Fran Araujo. La canzone ottiene un discreto successo e riceve una nomination ai Gaztea Sariak del 2005. Successivamente il DJ Alber Nekrotech impiegherà "Ni Naz" per un remix, ribattezzandola "NxN (ni nintzen)".
Hutsa (letteralmente traducibile con "vuoto") ha come tematiche la morte, l'alienazione, la massificazione, il cinismo, la follia, la debolezza e la paura. Musicalmente strutturato sui riff di chitarra, si affida inoltre a sintetizzatori, sovraincisioni ed effetti vari. Relativamente melodico, è un disco di esordio piuttosto curato a livello di arrangiamenti e preciso a livello di esecuzione, sebbene con alcune parti ancora decisamente naïf a livello compositivo.

### Arima eroslea

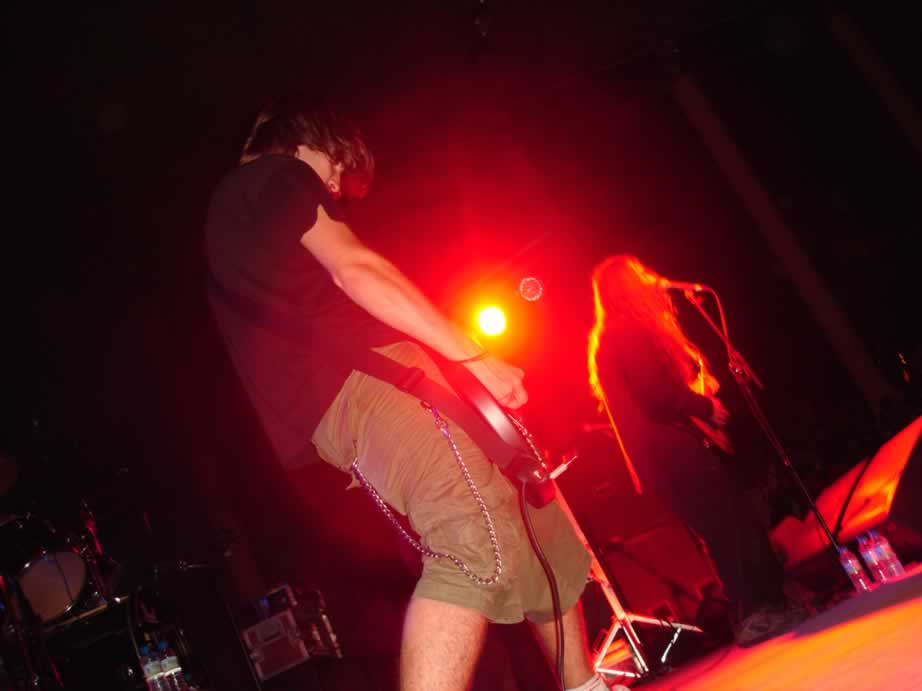
I Kudai durante un concerto del 2005.

Appena terminato il tour di Hutsa, nel 2005, i Kudai iniziano a comporre nuove canzoni. A novembre dello stesso anno sono pronti per incidere il loro secondo album, sempre allo studio Sonido XXI: "Arima eroslea". Il disco, a differenza del precedente, si avvale di numerose collaborazioni di artisti dell'ambiente musicale spagnolo: Luisillo Kalandraka (Skalariak), Brígido Duque (Koma), Layla (Nok), Alber Nekrotech, Iker Sanchez e Igor Fdez. Il disco viene lanciato nel maggio del 2006, con l'aiuto di Kemen Musikagintza e la distribuzione di Zabaltzen. Segue anche qui una tournée che però estende il raggio della precedente, arrivando a toccare alcune grandi città della Spagna centro-meridionale: Barcellona, Madrid, Valenza e Saragozza.
Arima eroslea, è un disco importante per i Kudai perché rappresenta un tentativo di uscire dalla provincia dei Paesi Baschi per farsi conoscere ad un pubblico più ampio, nonostante sia cantato ancora rigorosamente in Euskara. Ma è importante anche perché segna un cambiamento di rotta nella filosofia di gestione delle proprie opere musicali. Il disco, infatti, viene pubblicato con licenza Creative Commons, ovvero privo del tradizionale copyright.
Album cupo almeno tanto quanto il precedente, e con tematiche per certi versi simili se non identiche: il non-senso della vita, l'incomunicabilità, l'amore (inteso come causa di sofferenza), il malessere, l'ipocrisia. E ancora: la debolezza e la paura.
Da un punto di vista musicale è probabilmente il disco più melodico dei tre, vicino ad un certo lirismo epico alla System of a Down, e caratterizzato dall'impiego dei sintetizzatori.

### Shah mat
L'inizio del 2008 è segnato dall'abbandono della band da parte di Eka, uno dei due fondatori. Il posto vacante di bassista viene preso da Urtzi. A novembre del medesimo anno i Kudai entrano in studio di registrazione (sempre il Sonido XXI di Esparza) per incidere il loro terzo album. Per questo lavoro i Kudai decidono di non avvalersi di collaborazioni. "Shah mat" esce nell'aprile del 2009, con l'aiuto di Ortos e distribuito da Gor. Ancora una volta con licenza Creative Commons.
Disco relativamente più propositivo rispetto ai due precedenti ("Shah mat", significa "Scacco matto") ha come tematiche la libertà, l'autodeterminazione, la ribellione e la lotta nei confronti delle verità precostitute (con particolare riferimento ai dogmi religiosi).
Il sound è affidato principalmente alla ritmica (con un uso imponente della doppia cassa) e al cantato, su cui s'innestano tuttavia sovraincisioni, sintetizzatori, violini e strumenti inusitati per il metal quali ad esempio il sitar. Album meno melodico e meno "electro-industrial" rispetto ai precedenti, e più decisamente "rock".

## Formazione
- David - voce e chitarra elettrica
- Bortx - chitarra elettrica e addetto alla programmazione degli strumenti elettronici
- Tito - batteria
- Eka - basso elettrico (2002-2008)
- Urtzi - basso elettrico (2008-oggi)

## Discografia
- 2004 - Hutsa
- 2006 - Arima eroslea
- 2009 - Shah mat
- 2013 - Arezko Dorreak